# Невський Сергій Арсенійович
Сергій Арсенійович Невський (1908–1938) — російський ботанік, фахівець по орхідеях та злаках.
У 30-х роках XX століття працював під керівництвом Комарова В. Л. у Ленінграді.

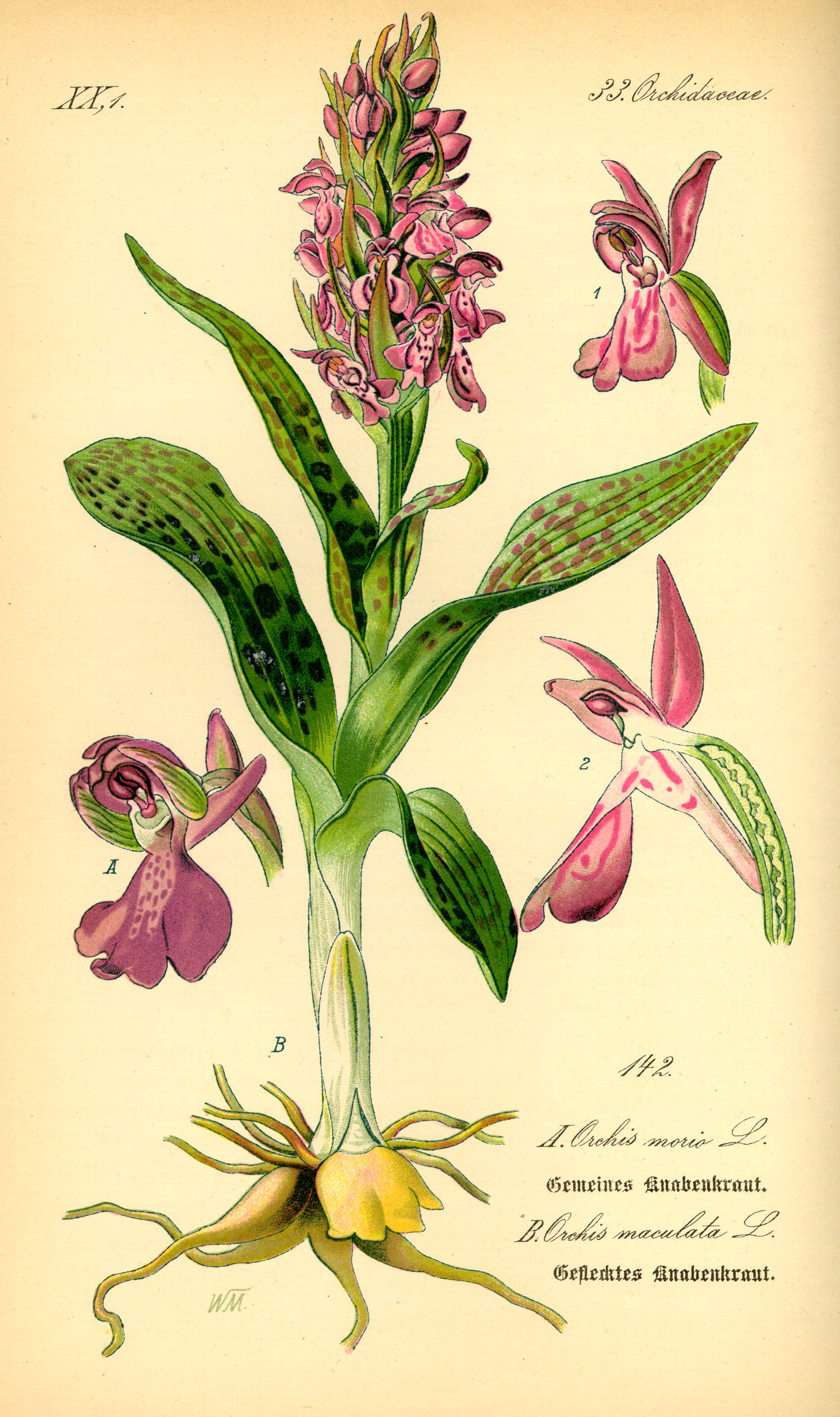
,

## Таксони, описані С.А.Невським
Невський описав близько 30 родів рослин, переважно з родин Бобові (Leguminosae), Орхідні (Orchidaceae), Злаки (Poaceae) та декілька сотень видів.
Деякі види:
- Taeniatherum caput-medusae (L.) Nevski[5]
- Psathyrostachys juncea (Fisch.) Nevski

## Почесті
Іменем Невського названі деякі таксони

### Підрід рослин
- Bromus L. subg. Nevskiella[6]

### Видирослин
- Agropyron nevskii N.A.Ivanova ex Grubov
- Agrostis nevskii Tzvelev
- Allium nevskianum Vved.
- Astragalus nevskii Gontsch.
- Cancrinia nevskii Tzvelev
- Corydalis nevskii Popov
- Critesion nevskianum (Bowden) Tzvelev
- Dactylorhiza × nevskii H.Baumann & Künkele
- Delphinium nevskii Zakirov
- Elymus nevskii Tzvelev
- Elytrigia nevskii (N.A.Ivanova ex Grubov) N.Ulziykh. ex Tzvelev
- Ferula nevskii Korovin
- Hordeum nevskianum Bowden
- Impatiens nevskii Pobed.
- Juncus nevskii V.I.Krecz. & Gontsch.
- Lagochilus nevskii Knorring
- Lappula nevskii Raenko
- Lasiagrostis nevskii Roshev. ex Kom.
- Libanotis nevskii Korovin
- Lysiella nevskii Aver.
- Pistolochia nevskii (Popov) Soják
- Poa nevskii Roshev. ex Kom.
- Scutellaria nevskii Juz. & Vved.
- Seseli nevskii (Korovin) Pimenov & Sdobnina
- Silene nevskii Schischk.
- Taraxacum nevskii Juz.
- Veronica nevskii Boriss.